# Aach im Allgäu
Aach ist ein Gemeindeteil des Marktes Oberstaufen im Landkreis Oberallgäu (Bayern). Im Zuge der kommunalen Neuordnung Bayerns wurde die Gemeinde Aach im Allgäu am 1. Januar 1972 in den Markt Oberstaufen eingegliedert. Im Laufe der letzten Jahrzehnte wurden die Poststation des Dorfes, die Schule, die Pfarrei und die Zollstation als Relikte der Eigenständigkeit und der Grenzlage zu Österreich aufgegeben.

## Lage
Das Kirchdorf liegt im südlichen Allgäu im Tal der Weißach auf 647 Meter Seehöhe, unmittelbar an der Grenze zwischen Bayern und Vorarlberg. In Aach besteht ein eingegliedertes Ökodorf mit einem eigenen Blockheizkraftwerk. Bei Krebs werden die Weißach und der Eibelebach zur Elektrizitätsgewinnung aufgestaut. Die Stauseen sind die größten Gewässer des Gemeindegebiets Oberstaufen. Auf dem Gebiet der Gemarkung liegen die Buchenegger Wasserfälle in der Weißach, deren rechtes Ufer dort die Grenze zur Gemarkung Oberstaufen bildet.

## Ehemalige Gemeinde

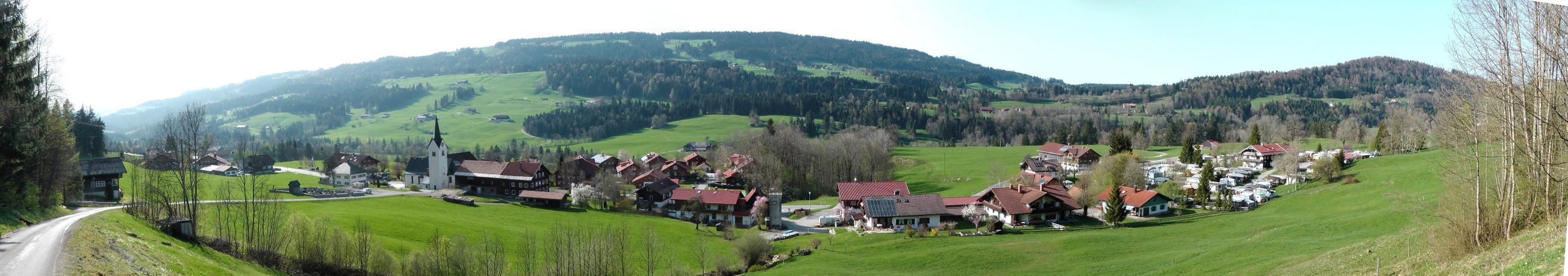
Panoramasicht des Dorfes (der Hintergrund der linken Bildhälfte befindet sich bereits in Österreich)

Die ehemalige Gemeinde Aach bestand aus folgenden Ortschaften: 
- Aach
- Steibis
- Schindelberg
- Hagspiel
- Krebs
- Steinebach

und zahlreichen weiteren Weilern und Gehöften im Weißachtal und am Hang zum Imbergkamm. Das Gemeindegebiet erstreckte sich bis zur Grenze zu Immenstadt, Blaichach, Balderschwang, sowie zu den österreichischen Gemeinden in Vorarlberg  Hittisau, Riefensberg und Sulzberg über alle Berge der Hochgratkette zwischen Stuiben und dem Hochhäderich. Die Gemeinde besaß zahlreiche Alpwirtschaften und eine Fläche von annähernd 100 km², was sie zu einer der ausgedehntesten in ganz Bayern machte.

## Etymologische Besonderheit
Der Begriff Aach leitet sich von dem nahe dem Ort fließenden Fluss Weißach ab. Allerdings nennen gemeindestämmige Einheimische ihren Hauptort nicht Aach, sondern Dra (mit langgezogenem 'a'). Entsprechend lautet das Adjektiv dramar oder dramer (zum Beispiel d' dramar Kirche oder dramer Dorfsaal).

## Bauwerke und -denkmäler

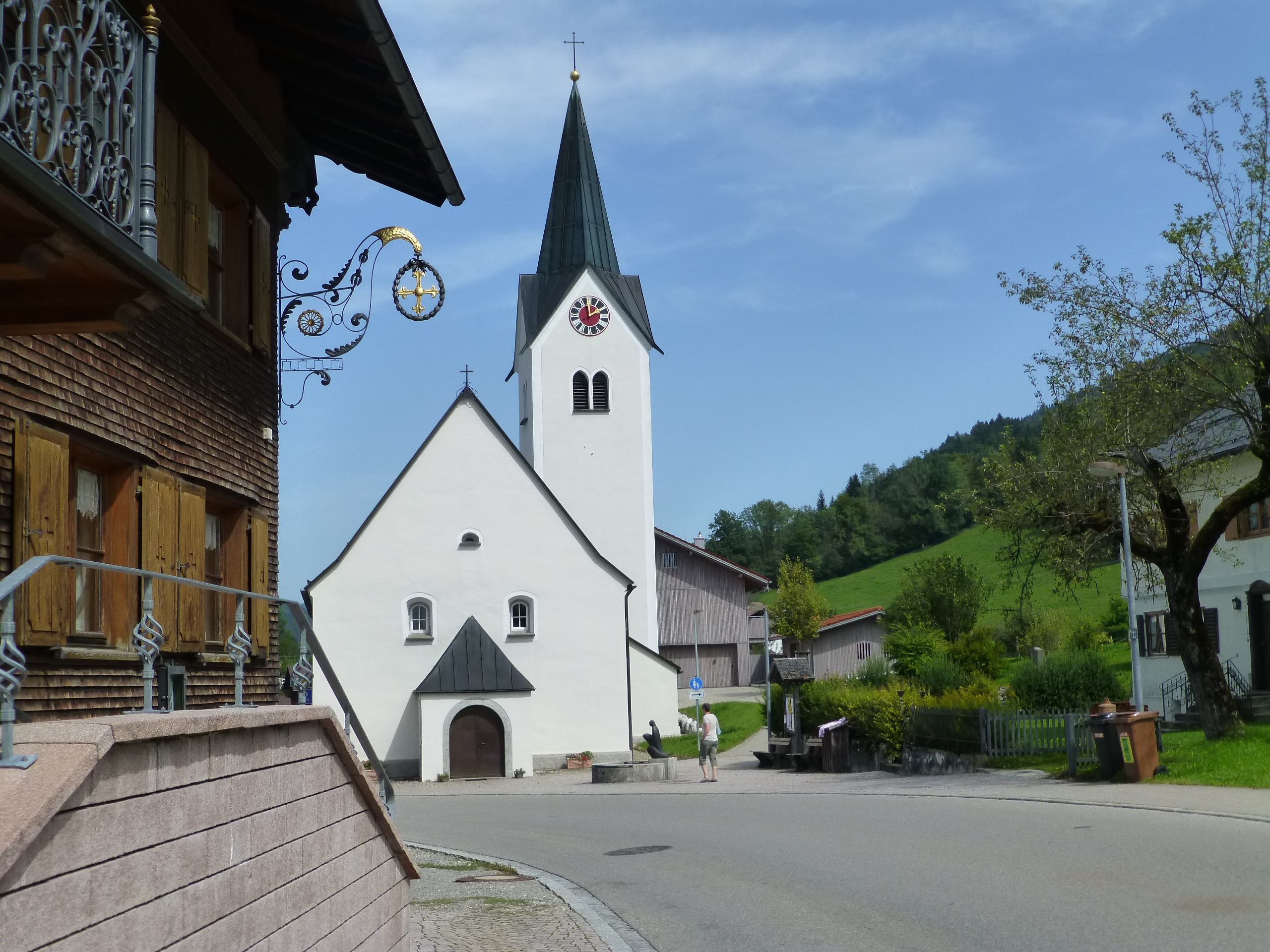
Maria Schnee und Zum Kreuz

Das Ortsbild wird bestimmt durch die katholische Pfarr- und ehemalige Wallfahrtskirche Maria Schnee. Sie wurde 1719 erbaut, erhielt 1779 einen aufwändigen Rokoko-Altar und 1823 einen Turm mit Glockenstuhl und Uhrwerk.
Weitere Baudenkmäler des Ortes sind das zur Kirche gehörige Pfarrhaus und die Friedhofskapelle.
Im Weiler Hagspiel (drei Kilometer hangaufwärts) steht eine malerische Kapelle, die 1965 dem Bruder Klaus geweiht wurde. 